# HD 30210
HD 30210，又名BD+11 646，SAO 94111、HR 1519，是一颗恒星，视星等为5.37，位于銀經186.65，銀緯-21.16，其B1900.0坐标为赤經4h 40m 27.9s，赤緯+11° -21.16′ 22″。